# 布蘭德 (澳大利亞國會選區)
布蘭德選區（英語：Division of Brand）是澳大利亞西澳大利亞州的下議院選區，位於州府珀斯南郊。面積411平方公里。
選區始於1984年。選區名紀念第十九任州督大衛·布蘭德。本區是工黨的安全選區。2007年以來當區的議員是加利·格雷，在2016年的聯邦選舉中，馬德琳·景接替退休的格雷。

## 歷任議員
| 议员 | 议员      | 政党 | 任期          |
| ---- | --------- | ---- | ------------- |
|      | 溫黛·法丁 | 工党 | 1984年–1996年 |
|      | 金·比茲利 | 工党 | 1996年–2007年 |
|      | 加利·格雷 | 工党 | 2007年–2016年 |
|      | 馬德琳·景 | 工党 | 2016年至今    |